# Schliersee (kommune)
 For alternative betydninger, se Schliersee. (Se også artikler, som begynder med Schliersee)
Schliersee er en købstad (markt) i Landkreis Miesbach i Regierungsbezirk Oberbayern i den tyske delstat Bayern. I kommunen ligger ud over Schliersee, landsbyerne Neuhaus, Fischhausen og Spitzingsee.

## Geografi
Schliersee ligger ved nordbredden af søen med samme navn: Schliersee og er et Bayerske Alper. Fra byen Schliersee er der en malerisk udsigt mod bjergene Berge Aiplspitz, Jägerkamp, Brecherspitz og Bodenschneid, som hører til Mangfallbjergene. Landsbyen Spitzingsee ligger i 1.090 meters højde, og er et kendt vintersport- bjergvandringscenter.